# Im Reich des Kublai Khan
Im Reich des Kublai Khan (Originaltitel: La fabuleuse aventure de Marco Polo) ist ein international produzierter Historienfilm aus dem Jahr 1965 über die Chinareise des Venezianers Marco Polo mit Horst Buchholz in der Hauptrolle.

## Handlung
Die Geschichte handelt von der 1271 begonnenen Expeditionsreise des jungen Marco Polo. Der Vater und der Onkel des jungen venezianischen Studenten Marco bringen von einer Weltreise eine Botschaft des Kublai Khan an den Papst in Rom mit. Darin bittet der mächtige Mongolenherrscher um die Entsendung würdiger Vertreter der abendländischen Kultur an seinen Hof. Der junge, abenteuerlustige Marco soll die Expedition in den Fernen Osten anführen, begleitet von seinem Vater, seinem Onkel und zwei hohen geistlichen Vertretern des Papstes.
Die ungemein beschwerliche und zeitraubende Reise führt die Gruppe nach Jerusalem und nach Syrien, später in die Wüste Gobi und in die endlosen Weiten der mongolischen Steppe. Über den Himalaja stoßen die Reisenden schließlich in das Herz Chinas vor. Marco hat zahllose Gefahren zu bestehen und sich Herausforderungen zu stellen: Da ist der alte Mann in den Bergen, in dessen Hände er fällt und der seinen Begleiter zu Tode foltert. Der kluge und freundliche Emir Alla Hou befreit ihn aus seinem Verlies. Später hat Marco eine kurze aber stürmische Romanze mit einem exotischen, wilden Mädchen mit einer Peitsche, die ihn aus einer bedrohlichen Lage rettet und ihm den rechten Weg weist. Er verliert seine Freunde aus den Augen, nachdem sein Vater und sein Onkel entführt worden sind, und gerät in den Hinterhalt von gedungenen Schergen des Mongolenrebellen Prinz Nayam, dem abtrünnigen und fremdenfeindlichen Sohn des Kublai Khan, denen Marco nur mit knapper Not entkommen kann. Nayams Ziel ist es, einen großen kriegerischen Konflikt zwischen Ost und West zu entfachen. Nur mit Müh und Not kämpft sich Marco durch die Wüste. Halbtot wird er an der chinesischen Grenze von Mönchen gefunden. Die nehmen ihn mit.
In deren buddhistischem Kloster lernt Marco Polo die schöne Prinzessin Gogatine kennen. Auch sie will zu Kublai Khan, ihrem zukünftigen Ehemann, reisen und schließt sich dem Venezianer an. Auf der beschwerlichen Reise dorthin mit einer Dschunke verlieben sich beide ineinander. Schließlich erreicht man den Hof des mächtigen Mongolenherrschers, wo Marco Polo als Erstes eingekerkert wird. Doch Gogatine informiert ihren Ehemann in spe über Marco Polos Ankunft. Dieser zeigt sich dem Fremden sehr aufgeschlossen und erweist sich als eine Art aufgeklärter, jovialer Despot. Anfängliche Befürchtungen Marcos, möglicherweise bei Barbaren gelandet zu sein, erweisen sich als falsch. Marco Polo wird mit jedem Tag am Hofe aufgeschlossener und lernt die fernöstlichen Errungenschaften schätzen. Doch bald braut sich etwas gegen die „Fremden“ zusammen. Denn der Khan hat mächtige Gegner, die die Europäer und deren sich ausweitenden Einfluss so schnell wie möglich wieder hinausdrängen wollen – allen voran sein eigener Sohn. Prinz Nayam setzt alles auf eine Karte und versucht seinen Vater mit der eigenen Reiterarmee zu stürzen. Es misslingt, und Nayam stirbt in Kublais Armen.

## Hintergrund
Im Reich des Kublai Khan ist eine französisch-jugoslawisch-italienische Koproduktion in Zusammenarbeit mit Produktionsfirmen in Ägypten (Mounir Rafla) und Afghanistan (Italaf). Der aufwendig gestaltete und mit zahlreichen internationalen Stars prominent besetzte Film entstand seit Dezember 1963 an den Außendrehorten Titograd, Dubrovnik, Alexandria und Nepal. Die Studioaufnahmen wurden in Belgrad abgedreht.
Bereits 1962 wurde mit Dreharbeiten zu dem Vorgängerprojekt unter dem französischen Titel L’échiquier de dieu begonnen, die Dreharbeiten allerdings frühzeitig infolge nicht gesicherter Finanzierung wieder abgebrochen. In dieser unvollendet gebliebenen Produktion waren unter anderem Alain Delon (als Marco Polo) und die farbige US-Amerikanerin Dorothy Dandridge besetzt worden. Regie führte damals Christian-Jaque.
Im Reich des Kublai Khan kostete rund 2,5 Millionen US-Dollar und war damit (aufgrund der kostengünstig arbeitenden jugoslawischen Studios) recht preiswert. Die jugoslawische Staatsfirma Avala steuerte von diesem Betrag rund eine Million Dollar bei, obwohl der Produzent Raoul J. Lévy Avala für die Herstellung der ersten (abgebrochenen) Filmfassung von 1962 noch 200.000 Dollar schuldete. Ein gewichtiger Grund für die niedrigen Gesamtkosten trotz einer enormen Starbesetzung war das Vertragsgeschick Lévys. Mit Ausnahme von Buchholz, der insgesamt fünf Monate unter Vertrag stand, zahlte Lévy stets nur Tagesgagen. Dann ließ er so schnell wie möglich die Szenen mit den Weltstars abdrehen. So kam Elsa Martinelli auf 14 Drehtage, Anthony Quinn auf zehn Tage, Robert Hossein auf eine Woche und Orson Welles auf nur vier Tage.
In Frankreich wurde der Film erstmals am 6. August 1965 gezeigt. Die deutsche Erstaufführung fand am 29. Oktober 1965 statt. Fernsehzuschauer in Deutschland konnten den Film erstmals am 9. Dezember 1972 in der ARD sehen.
Die Bauten zu Im Reich des Kublai Khan wurden von Jacques Saulnier entworfen.
Eine Fülle von zum Teil ungenannt gebliebenen Drehbuchautoren waren am Manuskript beteiligt, da ständig Änderungen vorgenommen wurden. Sahen die frühen Filmfassungen noch die Reise des Marco Polo im Vordergrund der Geschichte, so begann bald das Leben am Hof des Kublai Khan immer mehr an Bedeutung zu gewinnen. Schließlich griffen einige Hauptdarsteller selbst zur Feder und schrieben sich ihre eigenen Dialoge, wie Polo-Darsteller Horst Buchholz in einem Interview zu berichten wusste: „Orson Welles gab den Anstoß. Er schrieb sich seine Dialoge, die ihm zu theatermäßig waren, filmgerecht um. Dann kam Anthony Quinn, der Darsteller des Kublai Khan. Er brachte seinen Hausautor Ted Allan mit. Die beiden schrieben den gesamten Komplex China um. Von ihnen stammt die wesentliche Vertiefung der Story, glaube ich. Quinn hatte die – wie ich glaube – gute Idee, eine historische Parallele anzudeuten und zwar, von damals aus gesehen, eine Parallele in die Zukunft. Er regte an, daß der Kublai Khan in seiner Rückantwort an den Papst Marco Polo das Rezept des Schießpulvers mitgeben sollte, weil er fest daran glaubte, daß ein Gleichgewicht des Schreckens am sichersten den Krieg zwischen Ost und West verhindern würde.“

## Kritiken
Im Lexikon des Internationalen Films ist zu lesen: „Ein Bilderbuchfilm mit aktuell formulierten Leitartikelsprüchen über Frieden und Koexistenz.“ Im Onlineauftritt von Cinema heißt es kurz: „Naives Epos mit riesigem Staraufgebot“.
Der Evangelische Filmbeobachter kam zu folgendem Schluss: „Breit angelegter und aufwendiger Abenteuerfilm […]. Die Auswahl und Verbindung der Episoden befriedigt nicht durchgehend; dramaturgische Schwächen vermindern die Spannung. Als Unterhaltung ab 12 geeignet.“